# Cliff Edmonds and The Virginians
Cliff Edmonds and The Virginians est un groupe anglais, formé dans les années 1990. Son répertoire tourne autour des morceaux composés par Gene Vincent, en hommage à ce chanteur disparu en 1971. L'additif and The Virginians fait référence au trio accompagnant Gene Vincent à ses débuts, de février à avril 1956, avant que ne soient formés les Blue Caps. Le répertoire de Cliff Edmonds and The Virginians reprend également des titres de chanteurs tels que Chuck Berry, Dale Hawkins, Johnny Burnette, Billy Lee Riley, Cliff Richard et les Beatles.
Le groupe est composé de :
- Cliff Edmonds (chanteur)
- Mick Wigfall (basse)
- Darrel Higham (guitare)
- Ricky Lee Brauwn (trompette)

## Discographie
- Cliff Edmonds & The Virginians (Vampirella Music MCG 1020033-2)

## Note
1. ↑  Les Virginians de 1956 travaillent pour WCMS, une radio de Norfolk. La formation en tant que telle est composée de Willie Williams, de son épouse Robbie et de Dave Dalton. Tous trois chantent, et Willie les accompagne à la guitare. Divers musiciens entourent le trio, parmi lesquels le guitariste Cliff Gallup et le contrebassiste Jack Neal. En avril, Willie, Cliff et Jack sont trois des musiciens fondant le groupe Gene Vincent and His Blue Caps. (en) « Blue Cap "Wee Willie" Wiliams », sur rockabillyhall.com. (en) Ken Hancock, « Jumpin' Jack Neal », sur rockabillyhall.com.